# Кратин
Кратин (на старогръцки: Κρᾰτῖνος, Kratinos, Cratinus, * ок. 520 пр.н.е., † 423 пр.н.е.) е древногръцки поет на комедии в Древна Атина по времето на Аристофан.
Той е син на Калимедес. Заедно с Евполид и Аристофан е един от тримата най-големи представители на старата гръцка комедия от Атинската школа. Вероятно той въвежда „3-мъже-правило“, което изисква при представление на една комедия на сцената да стоят три артиста.
Кратин печели първата си победа при Дионисиите през 457 пр.н.е. Той печели при това състезание 6 пъти, и 3 пъти при Ленеите.
В произведенията си той напада остро Перикъл и неговата съпруга Аспазия. От неговите произведения днес са запазени повече от 450 фрагменти от 28 заглавия.
Поетът Кратин Млади е вероятно негов потомък.